# Kainizm

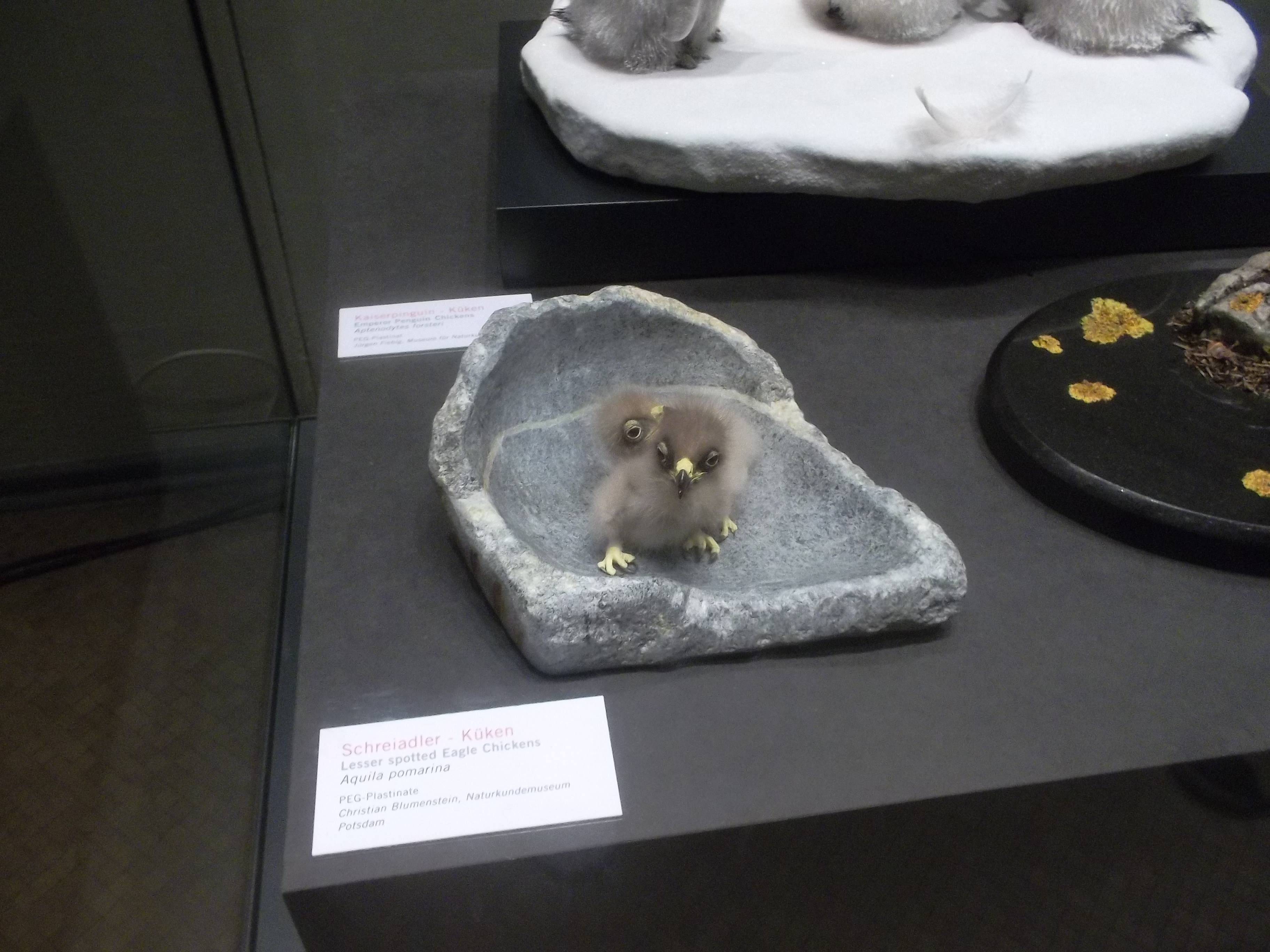
Pisklęta orlika krzykliwego (Clanga pomarina)

Kainizm – zachowanie polegające na eliminowaniu słabszych osobników przez silniejsze rodzeństwo w celu usunięcia konkurencji pokarmowej. Zachowanie takie występuje u niektórych gatunków ryb  np. rekin tawrosz piaskowy (kanibalizm prenatalny). Również u niektórych gatunków ptaków szponiastych m.in. u orlika krzykliwego, orlika grubodziobego, bielika czy pustułki.